# Parafia Matki Bożej Wspomożenia Wiernych w Zielonej Górze
Parafia Matki Bożej wspomożenia Wiernych w Zielonej Górze – rzymskokatolicka parafia znajdująca się w Starym Kisielinie, dzielnicy Zielonej Góry, należąca do dekanatu Zielona Góra – św. Jadwigi diecezji zielonogórsko-gorzowskiej, metropolii szczecińsko-kamieńskiej w Polsce.
29 września 1986 utworzono wikariat samodzielny wyłoniony z parafii w Raculi. Parafię erygowano 26 sierpnia 1986 roku. W  1993 rozpoczęto budowę kościoła. Patronką parafii jest Matka Boska Wspomożenia Wiernych.

## Zasięg parafii
ul. Bosmańska, ul. Fregatowa, ul. Kapitańska, ul. Kolejowa, ul. Okrężna, ul. Rybacka, ul. Studzienna, ul. Szantowa, ul. Sztormowa, ul. Żeglarska, Nowy Kisielin, Stary Kisielin.

## Proboszczowie
- ks. Ryszard Grabarski (26.08.1986 – 31.07.2005)
- ks. kan. dr Andrzej Brenk (od 1.08.2005)